# Big Sur (película)
Big Sur es una película de 2013 dirigida por Michael Polish. Es una adaptación cinematográfica basada en la novela homónima escrita por Jack Kerouac en 1962.